# Angela Chalmers
Angela Chalmers, född den 6 september 1963, är en kanadensisk före detta friidrottare som tävlade i medeldistanslöpning.
Chalmers var i två VM-finaler på 1 500 meter. Vid VM 1995 slutade hon på fjärde plats och vid VM 1993 blev hon femma. Hennes främsta merit är bronsmedaljen på 3 000 meter vid Olympiska sommarspelen 1992.
Hon vann även dubbla guld vid Samväldesspelen 1990, då hon vann guld både på 1 500 meter och 3 000 meter. Fyra år senare försvarade hon sitt guld på 3 000 meter. 

## Personliga rekord
- 1 500 meter - 4.01,61 från 1994
- 3 000 meter - 8.32,17 från 1994